# Ligne des canons
La ligne des canons ou ligne de Berlin à Metz (Kanonenbahn en allemand) est le nom vernaculaire d'une ancienne ligne ferroviaire allemande, militairement stratégique, reliant Berlin à Metz.

## Contexte historique
Alors que la ville de Metz est sur le point de devenir la première place forte allemande de l'Alsace-Lorraine, sa position d'avant-poste allemand, situé à seulement 350 km de Paris, lui confère un rôle stratégique. L’objectif de l’Allemagne étant de se protéger contre une attaque française, les troupes du Reich devaient être immédiatement opérationnelles dans ce secteur frontalier, pour tenir la Moselstellung.

## Conception et réalisation

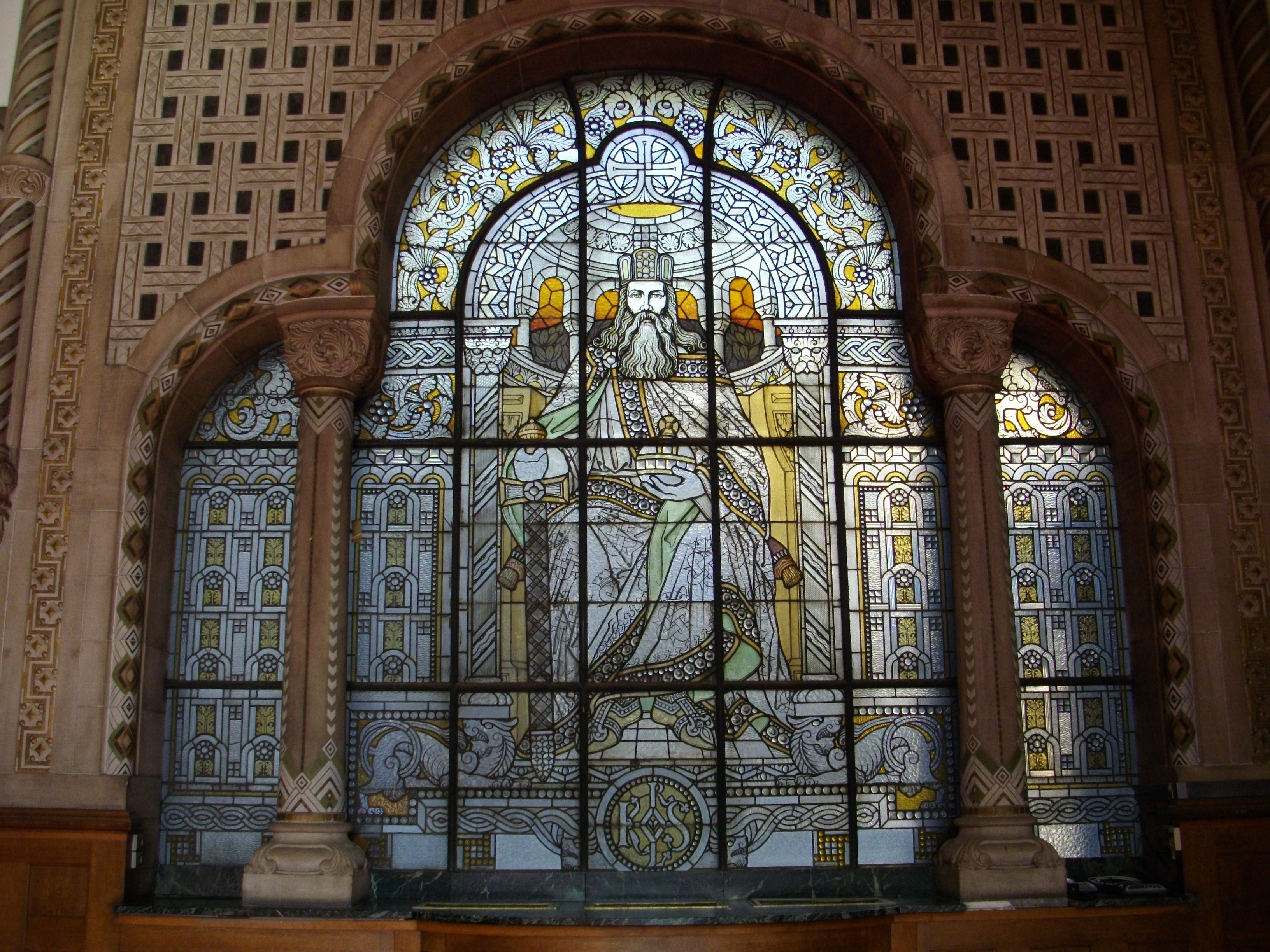
Salon de l'Empereur, gare de Metz

Si la Kanonenbahn Berlin-Metz n'est pas la seule voie ferrée militaire portant ce nom, elle est certainement la plus longue et la plus connue. Passant par Güsten, Wetzlar, Coblence et Trèves, la Kanonenbahn faisait 805 km de long. Réalisée entre 1879 et 1882, elle utilisait des tronçons construits entre 1850 et 1882. À cette époque, elle aboutissait à l'ancienne gare de Metz. À partir de 1906, la Kanonenbahn arrivait à la nouvelle gare de Metz-Ville, une gare spécialement conçue pour le transit des troupes. La gare, un fleuron de l'architecture ferroviaire Wilhelmienne, était une plate-forme stratégique capable de faire transiter quelque 750 000 hommes en moins de vingt-quatre heures.
Comme les autres lignes de chemins de fer stratégiques, la ligne Berlin-Metz a été conçue sans tenir compte des besoins économiques, ni du trafic potentiel de civils sur la ligne en temps de paix. Le cahier des charges était très strict. Certains paramètres de conception tels que le rayon de courbure minimum, la pente maximale, ou la charge maximale devaient être respectés. Elle était prévue comme une ligne à double voies, contournant les zones urbaines, dans la mesure du possible.
Dès 1855, le ministère de la Guerre prussien s’intéresse à la construction de lignes de chemin de fer stratégiques. Mais le projet d’une ligne Berlin-Wetzlar ne prend forme qu'en 1872. Sur les 805 km de la ligne Berlin-Metz, 511 km furent spécialement construits, ou aménagés, pour des raisons stratégiques.

## Ligne de Berlin à Metz
| Section                                                        | Distance (en km) | Ouverture         | Ligne                                   |
| -------------------------------------------------------------- | ---------------- | ----------------- | --------------------------------------- |
| Berlin-Grunewald                                               | 3,12             | 1er juin 1882     | Ligne de Berlin à Blankenheim           |
| Sandersleben                                                   | 160,29           | 15 avril 1879     | Ligne de Berlin à Blankenheim           |
| Sandersleben–Hettstedt                                         | 6,43             | 10 janvier 1877   | Ligne de Berlin à Blankenheim           |
| Hettstedt–Blankenheim (arrondissement de Mansfeld-Harz-du-Sud) | 18,56            | 15 avril 1879     | Ligne de Berlin à Blankenheim           |
| Blankenheim–Nordhausen                                         | 50,50            | 10 juillet 1866   | Ligne de Halle à Hann. Münden           |
| Nordhausen–Leinefelde                                          | 42,26            | 9 juillet 1867    | Ligne de Halle à Hann. Münden           |
| Leinefelde–Silberhausen Trennungsbahnhof                       | 8,22             | 3 octobre 1870    | Ligne de Gotha à Leinefelde             |
| Silberhausen Trennungsbahnhof–Bahnhof Eschwege                 | 37,69            | 15 mai 1880       | Ligne de Leinefelde à Treysa            |
| Eschwege–Bahnhof Eschwege West                                 | 3,29             | 31 octobre 1875   | Ligne de Leinefelde à Treysa            |
| Niederhone–Malsfeld                                            | 40,41            | 15 mai 1879       | Ligne de Leinefelde à Treysa            |
| Malsfeld–Bahnhof Treysa(alter Bf)                              | 40,39            | 1er août 1879     | Ligne de Leinefelde à Treysa            |
| Treysa (alter Bf)–Kirchhain                                    | 26,93            | 4 mars 1850       | Ligne de Cassel à Francfort-sur-le-Main |
| Kirchhain–Bahnhof Marburg                                      | 15,09            | 3 avril 1850      | Ligne de Cassel à Francfort-sur-le-Main |
| Marburg–Lollar                                                 | 21,63            | 25 juillet 1850   | Ligne de Cassel à Francfort-sur-le-Main |
| Wetzlar                                                        | 18,04            | 15 octobre 1878   | Ligne de Lollar à Wetzlar               |
| Wetzlar–Weilbourg                                              | 23,03            | 10 janvier 1863   | Ligne de Wetzlar à Coblence             |
| Weilbourg–Bahnhof Limburg (Lahn)                               | 29,14            | 14 octobre 1862   | Ligne de Wetzlar à Coblence             |
| Limbourg–Nassau (Lahn)                                         | 26,39            | 5 juillet 1862    | Ligne de Wetzlar à Coblence             |
| Nassau–Bad Ems                                                 | 7,91             | 9 juillet 1860    | Ligne de Wetzlar à Coblence             |
| Bad Ems–Hohenrhein (Niederlahnstein)                           | 10,34            | 1er juillet 1858  | Ligne de Wetzlar à Coblence             |
| Hohenrhein (Niederlahnstein)–Koblenz Hauptbahnhof              | 7,09             | 15 mai 1879       | Ligne de Wetzlar à Coblence             |
| Koblenz–Trier-Ehrang/Quint                                     | 105,25           | 15 mai 1879       | Ligne Moselle-nord                      |
| Ehrang–Diedenhofen (neu)                                       | 76               | 15 mai 1878       | Ligne Moselle-sud                       |
| Diedenhofen (alt)–Metz (alt)                                   | 27               | 16 septembre 1854 | Compagnie des chemins de fer de l'Est   |
| Longueur totale                                                | 805,00           |                   | Ligne des canons                        |

## Sources
- Wolfgang Klee : Die Kanonenbahn Berlin – Metz, Stuttgart, 1998.

- (de) Cet article est partiellement ou en totalité issu de l’article de Wikipédia en allemand intitulé « Kanonenbahn » (voir la liste des auteurs).